# Vražale
Vražale je naseljeno mjesto u sastavu općine Zenica, Federacija Bosne i Hercegovine, BiH. 

## Stanovništvo
Prema popisu 1991. ovdje su živjeli:
- Muslimani - 253 (55,36%)
- Hrvati - 190 (41,58%)
- Jugoslaveni - 14 (3,06%)